# Tancredi Dotta Rosso
Tancredi Dotta Rosso (Oneglia, 26 gennaio 1921 – Cuneo, 7 dicembre 1976) è stato un politico italiano.
Nato nel 1921, ha militato politicamente nelle file della Democrazia Cristiana, ricoprendo più volte la carica di consigliere comunale e assessore a Cuneo. Dal 1965 al 1976 fu sindaco della città.